# Concostracis
Els concostracis (Conchostraca) és un antic ordre de crustacis branquiòpodes, que s'assemblen als mol·luscs bivalves amb els què no guarden cap relació. Es coneixen pel registre fòssil, almenys des del període Devonià i potser abans. En un principi es van classificar en un sol ordre (Conchostraca), que més tard es va demostrar que era parafilètic, i van ser separats en tres ordres diferents: Cyclestherida, Laevicaudata i Spinicaudata.

## Característiques
Es caracteritzen per tenir el cos protegit per una closca bivalva, amb dues peces unides per una membrana que permet una certa articulació. Aquest escut els fa assemblar molt a les cloïsses, ja que també tenen les característiques línies concèntriques de creixement.
L'articulació de les closques permet que, quan els músculs estan relaxats, emergeixin les potes i les antenes, les quals fan servir per remoure l'aigua i portar l'aliment a la boca. En cas d'un atac, els músculs abductors es contreuen i les valves es tanquen. Les altres característiques dels concostracis són similars a les de molts de branquiòpodes.